# Sender Nanos
Der Sender Nanos ist eine Sendeanlage der Radiotelevizija Slovenija für Hörfunk und Fernsehen auf dem Gipfel Pleša, im Nanos, einem Bergzug im Südwesten Sloweniens.

## Geschichte
Der Nanos ist seit 1953 Standort eines Rundfunksenders. Zunächst wurden von 1953 bis 1954 Probesendungen mit 30 Watt Sendeleistung gesendet. Diese Probesendungen waren so erfolgreich, dass man sich im Sommer 1955 dazu entschied, am Nanos den regulären Sendebetrieb aufzunehmen. Zwei Jahre später nahm man den ersten Fernsehsender in Betrieb, anfangs zunächst ausschließlich mit der Übernahme des italienischen Programms der Radiotelevisione Italiana, zugeführt vom Senderstandort Monte Belvedere bei Trieste, der 15 Kilometer entfernt vom Senderstandort am Nanos lag. Der damalige Sendeturm war lediglich 20 Meter hoch. Später sendete man statt des Programms der RAI das Programm der JRT aus Belgrad.
Am 19. Juli 1960 beschloss man auf vielfachen Wunsch Belgrads den Ausbau der Sendeanlage. Es wurden nicht nur neue Sendegeräte für Radio und Fernsehen installiert, sondern auch ein neuer Sendeturm mit 50 Metern Höhe gebaut. Die Eröffnung der neuen Sendeanlage fand am 15. Dezember 1962 statt. Die Sendeleistung des ersten Programms wurde im Rahmen dessen erhöht, gleichzeitig kam ein zweites UKW-Programm dazu.
Am 4. Februar 1969 stürzte der Sendemast infolge eines heftigen Sturmes ein. Bis Ende 1969 wurde ein neuer Turm mit 42 Metern Höhe gebaut.
Im Sommer 1970 folgte eine weitere größere Modernisierung des Senders, bei dem die UKW-Sender und die dazugehörigen Antennen ausgetauscht wurden. Auch ein neuer UHF-Fernsehsender wurde installiert und die Sendeleistung auf UKW auf 4 Kilowatt erhöht. Durch die Montage der UHF-Antenne wurde der Sendeturm um 10 Meter höher.

### Beginn der regulären Fernsehsendungen in slowenischer Sprache
Erste slowenische Fernsehsendungen in Farbe wurden ab 11. November 1970 mit dem alten, 1960 installierten Fernsehsender ausgestrahlt. Am 28. Juli 1971 begann der Regelbetrieb des slowenischen Fernsehens. Zunächst wurde ausschließlich TV Koper ausgestrahlt. Im Mai 1990 kam ein zweites Programm dazu. 
Im Jahr 1975 wurde ein neuer, witterungsbeständigerer Sendeturm gebaut. Es bestanden jedoch bis zur Inspektion 1987 weiterhin Sorgen um den Einsturz des Masten.
Am 28. Juni und am 2. Juli 1991 wurde der Senderstandort Nanos während des slowenischen Unabhängigkeitskrieges zerstört. Der Sendeturm für die Fernsehantennen wurde repariert, gleichzeitig ein neuer UKW-Sendeturm mit 35 Metern Höhe gebaut. Nach dem Wiederaufbau begannen auch private Programmveranstalter, Fernsehsignale vom Sender Nanos zu senden.

### Nutzung für den heutigen Rundfunk
Der Nanos-Sender ist heute ein zentraler Standort für die Verbreitung von Digitalradio (DAB+), UKW-Radio und digitalem Fernsehen (DVB-T) in Slowenien. Er deckt mit seiner hohen Sendeleistung weite Teile des Landes und angrenzende Regionen ab und bleibt damit ein Schlüsselpunkt der slowenischen Rundfunkinfrastruktur.

## Frequenzen und Programme

### Analoger Hörfunk (UKW)
| Frequenz (MHz) | Programm          | RDS PS   | RDS PI | Regionalisierung | ERP (kW) | Antennendiagramm rund (ND)/gerichtet (D) | Polarisation horizontal (H)/vertikal (V) |
| -------------- | ----------------- | -------- | ------ | ---------------- | -------- | ---------------------------------------- | ---------------------------------------- |
| 88,6           | Radio Koper       | RADIO_KP | 9421   | –                | 30       | ND                                       | H/V                                      |
| 92,9           | Slovenija 1       | __PRVI__ | 9201   | –                | 50       | ND                                       | H/V                                      |
| 95,3           | VAL 202           | VAL_202_ | 9202   | –                | 50       | ND                                       | H/V                                      |
| 103,1          | Radio Capodistria | CAPODIST | 9411   | –                | 100      | D (80–300°)                              | H/V                                      |
| 105,7          | ARS               | __ARS___ | 9203   | –                | 100      | ND                                       | H/V                                      |

### Digitales Fernsehen (DVB-T)
DVB-T wird im Gleichwellenbetrieb (SFN) mit anderen Senderstandorten ausgestrahlt:
| Kanal | Frequenz (in MHz) | Multiplex          | Programme im Multiplex | ERP (in kW) | Antennen- diagramm rund (ND) / gerichtet (D) | Polarisation horizontal (H) / vertikal (V) |
| ----- | ----------------- | ------------------ | --- | ----------- | -------------------------------------------- | ------------------------------------------ |
| 27    | 522               | MUX-A/Zahod (West) | - TV SLO 1 HD - TV SLO 2 HD - TV SLO 3 HD - TV Koper - TV Maribor                                                                                        | 200         | ?                                            | H                                          |
| 22    | 482               | MUX-C              | - TV Veseljak - Nova24TV - Fox Life - Fox Crime - Fox Movies - National Geographic - Viasat History - Pop TV - Kanal A - Brio - Kino - Oto - Obvestilo C | 200         | ND                                           | H                                          |

### Digitaler Hörfunk (DAB+)
| Block | Multiplex | Programme | ERP (in kW) | Antennendiagramm rund (ND), gerichtet (D) |
| ----- | --------- | --- | ----------- | ----------------------------------------- |
| 10D   | R1        | - Radio Slovenija 1 – Prvi - Radio Slovenija 2 – VAL202 - Radio Slovenija 3 – ARS - Radio Slovenia International - Radio Ognjišče - Radio Center - Radio 1 - Radio 1 80-a - Rock Radio - Radio Veseljak - Net FM - Radio Študent - Radio City - Radio Ekspres - Radio Aktual - Radio Salomon | 5           | V                                         |

| Block | Multiplex | Programme | ERP (in kW) | Antennendiagramm rund (ND), gerichtet (D) |
| ----- | --------- | --- | ----------- | ----------------------------------------- |
| 12B   | R2 E      | - Radio Koper - Radio Capodistria - Radio 94 - Radio Sora - Primorski val - Radio Robin - Radio Triglav - Best FM - Radio Capris - Radio Antena - Radio BOB - Radio Kranj | 5           | V                                         |

### Analoges Fernsehen (PAL)
Bis zur Umstellung auf DVB-T im Jahr 2010 diente der Senderstandort weiterhin für analoges Fernsehen:
| Kanal | Frequenz (MHz) | Programm               | ERP (kW) | Sendediagramm rund (ND)/ gerichtet (D) | Polarisation horizontal (H)/ vertikal (V) |
| ----- | -------------- | ---------------------- | -------- | -------------------------------------- | ----------------------------------------- |
| 6     | 168,25         | TV SLO 1               | ?        | ?                                      | ?                                         |
| 27    | 519,25         | TV Koper - Capodistria | ?        | ?                                      | ?                                         |
| 41    | 631,25         | TV SLO 2               | ?        | ?                                      | ?                                         |
| 61    | 791,25         | TV 3                   | ?        | ?                                      | ?                                         |